# Partido Republicano Progresista (Venezuela)
El Partido Republicano Progresista (PRP) fue un partido político venezolano de ideología marxista, fundado el 10 de marzo de 1936, que sirvió de fachada legal a la militancia del Partido Comunista de Venezuela y a algunos militantes revolucionarios de izquierda independientes. El partido fue fundado por iniciativa de Miguel Acosta Saignes, Rodolfo Quintero, Carlos Irazábal, Ernesto Silva Tellería, Miguel Otero Silva, entre otros, y fue el partido que aglutinó mayor masa durante la década de los años treinta, ya que en él, militaban obreros, campesinos, artesanos, intelectuales, estudiantes y mujeres.

## Historia
Tras la muerte de Juan Vicente Gómez en 1935 se inició un proceso conocido en Venezuela como la «transición democrática» con la designación de Eleazar López Contreras como presidente en 1936 que promovió la formación de partidos políticos, sin embargo se reformó la Constitución, cuyo artículo 32, inciso VI, establecía: «Se consideran contrarios a la independencia, a la forma política y a la paz social de la nación, las doctrinas comunistas y anarquistas; y los que las proclamen, propaguen o practiquen, serán considerados como traidores a la patria y castigados conforme a la ley». Por todas esas situaciones se hacía imposible el establecimiento del PCV como una organización legal, muchos de sus líderes habían sido enviados al exilio o se encontraban presos, por lo que era necesaria la creación de una organización que tuviera carácter legal para poder hacer vida política activa. Es allí cuando los militantes del Partido Comunista de Venezuela Miguel Acosta Saignes, Rodolfo Quintero, Carlos Irazábal, Mario García Arocha, Felix Saldivia Gil, Ernesto Silva Tellería, Miguel Otero Silva, Guillermo Mujica, Ricardo Razetti entre otros deciden crear el Partido Republicano Progresista. El PRP con su militancia comunista seguía línea política de la Internacional Comunista para la formación de alianzas de frente popular, el PRP anunció su deseo de aliarse con lo que para ese momento se conocía como la «izquierda venezolana», es decir los partidos revolucionarios, democráticos, populares y antiimperialistas. El día 31 de marzo de 1936 se crea el Bloque de abril, el cual estaba constituido por el PRP, la Unión Nacional Republicana (UNR) y el Movimiento de Organización Venezolana (ORVE). Firman el documento constitutivo: Carlos Irazábal y Carmen Corao por el PRP; Asdrubal Fuenmayor Rivera y Esteban Palacios Blanco por el segundo: José Joaquín González Gorrondona y Raúl Leoni por ORVE. El 15 de abril de 1936, dentro del auge represivo del Gobierno de Eleazar López Contreras, son detenidos 17 miembros del PRP, por el simple hecho de ser considerados «comunistas», el 1 de mayo, los 17 detenidos son puestos en libertad.

### Huelga petrolera de 1936

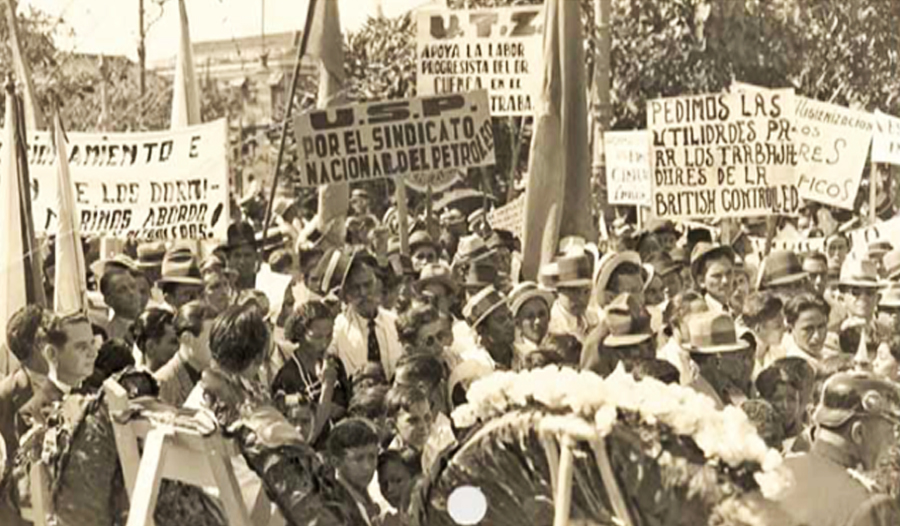
Huelga petrolera de 1936.

El 10 de junio de 1936 se convocó a una gran huelga nacional, la llamada «Huelga de Junio», la cual movilizó nacionalmente a las recién creadas organizaciones sindicales y a un grupo de partidos políticos de izquierda que recién se estrenaban, asimismo aglutinaba a los estudiantes y a las masas populares. Su principal cometido era presionar al Ejecutivo Nacional para que retirara el proyecto de la “Ley para Garantizar el Orden Público y el Ejercicio de los Derechos Individuales”, que había presentado al Congreso Nacional el ministro del Interior Alejandro Lara. Se trataba de una legislación restrictiva de las libertades democráticas, más conocida como la Ley Lara. Rodolfo Quintero firmó la convocatoria como Secretario general del PRP. Dicha huelga fue llevada a cabo esencialmente en el estado Zulia y fue reprimida por el gobierno, terminando con el saldo de decenas de trabajadores muertos y heridos.
Ese mismo año, durante el mes de diciembre se llevó a cabo una huelga petrolera en Venezuela, siendo la primera de su tipo, contando con la dirección de distintos miembros del PCV, que militaban en el PRP como Rodolfo Quintero, Carlos Irazábal y Miguel Otero Silva quienes estuvieron encargados de dirigir gran parte de la masa obrera de dicha huelga.La huelga consistió en el paro laboral de más de 20 mil trabajadores al servicio de las compañías transnacionales petroleras, quienes exigían mejores condiciones de trabajo, ya que las condiciones de la época eran aberrantes, salarios excesivamente bajos, condiciones insalubres, trabajos forzados, constantes accidentes y muertes laborales, humillación de los trabajadores, carencia de beneficios, entre otras formas de explotación obrera, la misma se inició el 14 de diciembre, y culminó de forma abrupta, luego de una violenta represión militar y policial en contra de los trabajadores, tras la firma del Decreto del presidente Eleazar López Contreras, del 22 de enero de 1937, que puso fin al conflicto con el simple aumento pírrico de un bolívar al salario de los trabajadores.

## Conformación del PDN
En septiembre de 1936 se constituyó el Comité Organizador de un nuevo partido político, el Partido Democrático Nacional (PDN.) conocido también como Partido Único de las Izquierdas, que era una coalición que fusionaba varias organizaciones progresistas de izquierda en su seno como eran el Partido Republicano Progresista (PRP), Bloque Nacional Democrático (BND), Movimiento de Organización Venezolana (ORVE), Federación de Estudiantes de Venezuela Organización Política (FEV-OP) nombre que había adquirido la original FEV para participar en la vida política venezolana sin obstáculos legales y la Unión Nacional de Estudiantes. La directiva quedó conformada de la siguiente manera: Secretario general: Jóvito Villalba (FEV), Secretario de Organización: Rómulo Betancourt (ORVE), Secretario de Organización y del Trabajo: Rodolfo Quintero (PRP), responsables de redactar el órgano de prensa Miguel Otero Silva y Ernesto Silva Tellería. A pesar de todos los esfuerzos, este partido nunca pudo ser legalizado, por lo que los militantes siguieron militando en sus organizaciones políticas legales hasta 1937.

## Programa político
El PRP, se dedica principalmente a la organización de sindicatos y ligas campesinas, se plantea los siguientes objetivos plasmados en su programa:
- Confiscación de las propiedades y todos los bienes de Juan Vicente Gómez.
- Redistribución de la tierra a través del fraccionamientoe de los latifundios y la entrega de las parcelas a los campesinos pobres y peones.
- Impuestos más altos y progresivos sobre las ganancias de las Compañías petroleras y que esos ingresos fueran destinados al desarrollo de una economía nacional, industrial y agropecuaria.
- Una refinería propiedad del Estado venezolano lo suficientemente grande como para abastecer al país de sus productos.
- La cancelación de las concesiones petroleras obtenidas mediante sobornos.
- Derecho a voto para hombres y mujeres mayores de 18 años.
- Reformas al Programa de Febrero de López.

## Disolución
El 13 de marzo de 1937 son expulsados 23 líderes políticos opositores al gobierno de Eleazar López Contreras, entre ellos van los líderes del PRP Miguel Acosta Saignes, Rodolfo Quintero, Carlos Irazábal, Mario García Arocha, Felix Saldivia Gil, Ernesto Silva Tellería, Miguel Otero Silva, Guillermo Mujica, entre otros, esto evitó el libre desenvolvimiento del PRP. El 8 de agosto se celebró la primera conferencia del Partido Comunista de Venezuela, una de las líneas adoptadas fue la de eliminar la doble militancia, y en virtud de que el PRP agrupaba en su seno a la mayoría comunista y sus dirigentes eran también dirigentes del PCV, desaparece el PRP.